# 얀 우카시에비치

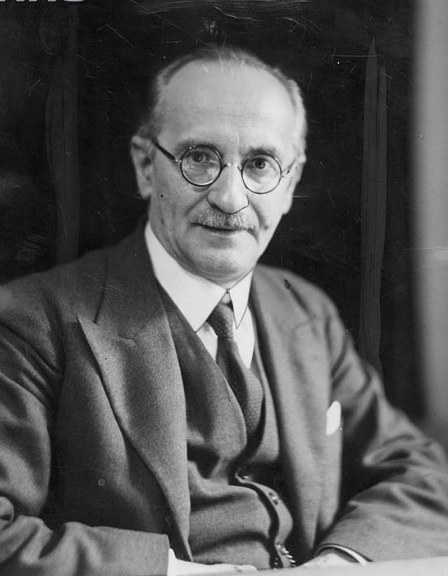
우카시에비치 (1935)

얀 우카시에비치(폴란드어: Jan Łukasiewicz, 1878 ~ 1956)는 폴란드의 논리학자, 철학자였다. 그는 고대 논리학사를 연구하면서 아리스토텔레스 등의 여러 주장들을 현대적으로 해석하는 데 초점을 맞추었다.
우카시에비치는 아리스토텔레스의 <명제론>에서 자극받아 다치 논리를 수립하였으며, 또한 논리 체계의 새로운 정립 방향을 제시하여 자연 연역 등의 성립에 공헌하였다. 폴란드 표기법의 고안자이기도 하다.

## 같이 보기
- 진리론
- 폴란드 철학사